# Melanella frielei
Melanella frielei é uma espécie de molusco pertencente à família Eulimidae.
A autoridade científica da espécie é Jordan, tendo sido descrita no ano de 1895.
Trata-se de uma espécie presente no território português, incluindo a zona económica exclusiva.